# Neochromadora
Neochromadora is een geslacht van rondwormen uit de familie van de Chromadoridae. Volgens het World Register of Marine Species telt het geslacht 37 soorten. De wetenschappelijke naam is voor het eerst gepubliceerd door Micoletzky in 1924.

## Habitat
Soorten van het geslacht Neochromadora leven in zout water op een diepte variërend van 1 meter diepte tot 7,8 kilometer diepte. De watertemperatuur kan variëren van tussen de -1,608 en 27,180 graden Celsius. Het zuurstofgehalte varieert van 3,755 tot 7,515 milliliter zuurstof per milliliter water. Het nitraatgehalte varieert van de 0,306 tot 35,251 micromol per liter water. Het fosfaatgehalte varieert van tussen de 0,203 en 2,502 micromol per liter.

## Soorten
- Chromadorella parapoecilosoma (Micoletzky, 1922)
- Endeolophos spinosus (Gerlach, 1957)
- Neochromadora aberrans Cobb, 1930
- Neochromadora alatocorpa Hopper, 1961
- Neochromadora amembranata Wieser, 1954
- Neochromadora angelica Riemann, 1976
- Neochromadora appiana Wieser, 1959
- Neochromadora bilineata Kito, 1978
- Neochromadora bonita Gerlach, 1956
- Neochromadora brevisetosa Wieser, 1954
- Neochromadora calathifera Wieser, 1954
- Neochromadora complexa Gerlach, 1953
- Neochromadora coudenhovei Wieser, 1956
- Neochromadora craspedota (Steiner, 1916)
- Neochromadora edentata (Cobb, 1914)
- Neochromadora izhorica Schuurmans Stekhoven, 1935
- Neochromadora lateralis Wieser, 1954
- Neochromadora lineata Pastor de Ward, 1985
- Neochromadora munita Lorenzen, 1971
- Neochromadora nicolae Vincx, 1986
- Neochromadora nitida Timm, 1961
- Neochromadora notocraspedota Allgén, 1958
- Neochromadora oshoroana Kito, 1981
- Neochromadora papillosa Pastor de Ward, 1985
- Neochromadora munita Lorenzen, 1971
- Neochromadora paratecta Blome, 1974
- Neochromadora poecilosoma (de Man, 1893)
- Neochromadora poecilosomoides Filipjev, 1918
- Neochromadora pugilator Wieser, 1959
- Neochromadora sabulicola (Filipjev, 1918)
- Neochromadora tecta Gerlach, 1951
- Neochromadora torquata Wieser, 1954
- Neochromadora trichophora (Steiner, 1921)
- Prochromadorella attenuata (Gerlach, 1953)
- Prochromadorella quinquepapillata (Schuurmans Stekhoven, 1935)
- Punctodora ohridensis W. Schneider, 1943[4]